# فولوديمير أولكسيوفيتش ستروك
فولوديمير أولكسيوفيتش ستروك (بالأوكرانية: Володимир Олексійович Струк)‏ ؛ 15 مايو 1964 - 2 مارس 2022) كان سياسيًا أوكرانيًا. في شهر مارس 2022 كان فولوديمير موضع تغطية إعلامية دولية بسبب إختطافه ووفاته.

## حياة مهنية
تخرج من جامعة ولاية لوهانسك للشؤون الداخلية.
كان عضو في حزب الأقاليم ولاحقًا في منصة المعارضة - من أجل الحياة، خدم في المجلس الأعلى الأوكراني من سنة 2012 إلى سنة 2014.
من عام 2020 وحتى وفاته، كان رئيس بلدية مدينة كريمينا.

## وفاته
في تاريخ 2 مارس 2022، تم إختطاف ستروك من منزله وعثر عليه لاحقًا ميتًا نتيجة عيار ناري في القلب. تم الإبلاغ حدث مقتله على أنه ردا على أنشطته الإنفصالية الموالية لروسيا خلال الغزو الروسي لأوكرانيا عام 2022 .
ردًا على ذلك، كتب أنطون جيراشينكو، مستشار وزارة الشؤون الداخلية (أوكرانيا) ، في منشور على تيليجرام «أصبح عدد الخونة أقل بواحد في أوكرانيا. إذ عُثر على عمدة بلدية كريمينا في منطقة لوهانسك، النائب السابق لبرلمان لوهانسك، مقتولاً».

## روابط خارجية
- فولوديمير ستروك